# Museo della moda e del costume
Il Museo della Moda e del Costume (fino al 2015 chiamato Galleria del Costume) è uno dei musei ospitati dentro palazzo Pitti a Firenze, in particolare nella palazzina della Meridiana, un padiglione a sud del palazzo al quale si accede anche dal giardino di Boboli.
Nel 2013 il circuito museale del giardino di Boboli, che comprende anche il Tesoro dei Granduchi, il Museo della Moda e del Costume, il Museo delle porcellane e il giardino Bardini, è stato il sesto sito italiano statale più visitato, con 710.523 visitatori e un introito lordo totale di 2.722.872 euro. Nel 2016 il circuito museale ha fatto registrare 881.463 visitatori..

## La palazzina della Meridiana
L'ala conosciuta come palazzina della Meridiana deve il suo nome alla sala della Meridiana, che era stata costruita sotto la consulenza astronimica di Vincenzo Viviani tra il 1693 e il 1696, con un foro gnomonico entro un affresco dell'Allegoria del Tempo che esalta la Scienza e calpesta l’Ignoranza e, insieme al Merito, rendono omaggio a Galileo Galilei e Amerigo Vespucci di Anton Domenico Gabbiani.
Nel 1776 Pietro Leopoldo di Lorena decise di costruirvi una vera e propria dépendance a meridione di palazzo Pitti, il cui progetto venne affidato all'architetto Gaspare Paoletti, che vi lavorò fino al 1813 coadiuvato da Giuseppe Cacialli.
Un decennio più tardi fu completata da Pasquale Poccianti, che realizzò la facciata meridionale, dotò l'edificio di nuovi locali e curò il programma delle decorazioni.

## La galleria

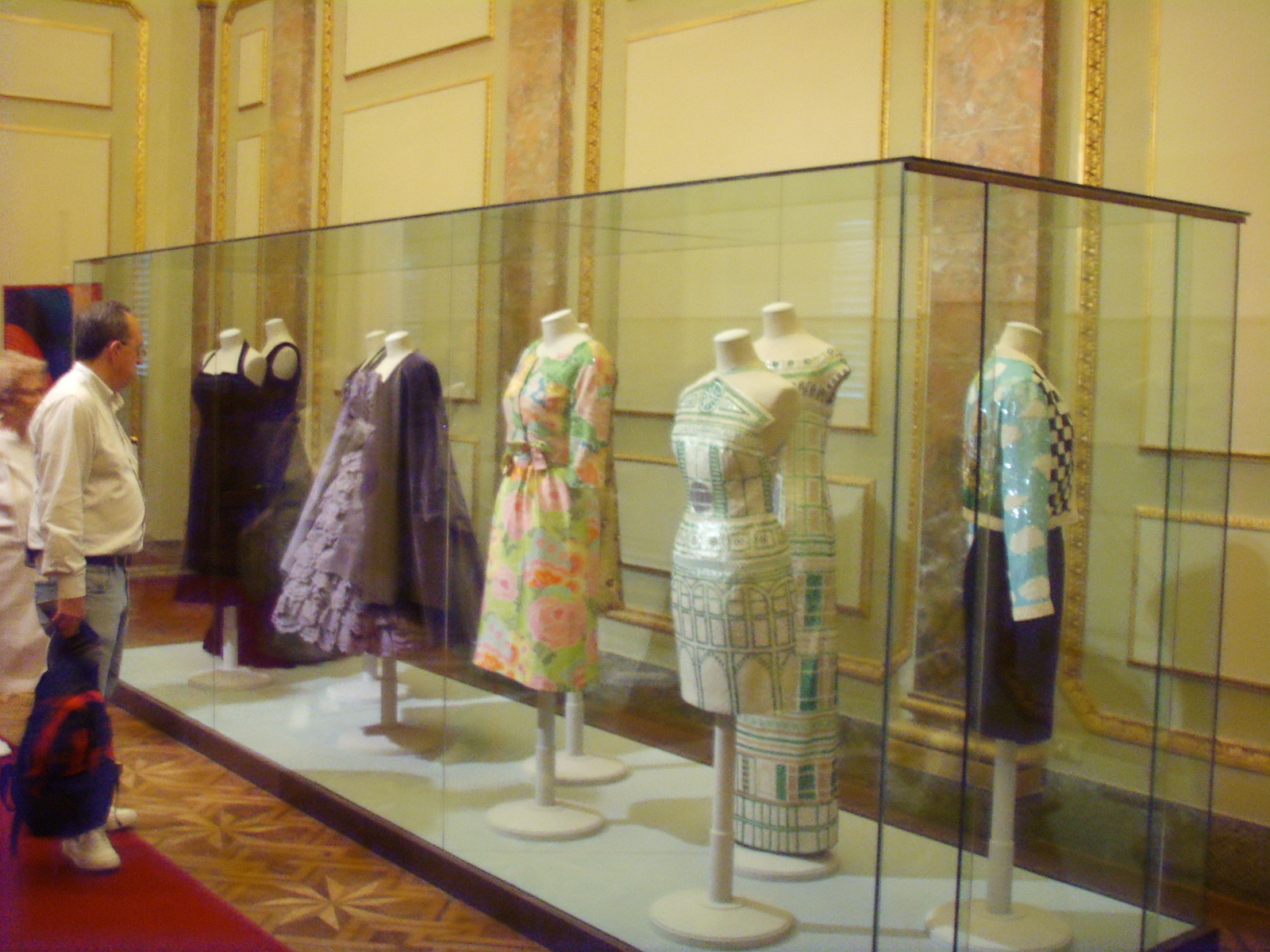
Una sala della galleria

La galleria del costume è stata fondata nel 1983 sotto la direzione di Kirsten Aschengreen Piacenti e contiene una collezione che, compresi gli oggetti in deposito, arriva a più di 6000 manufatti, fra abiti antichi (i più vecchi risalgono al XVI secolo), accessori, costumi teatrali e cinematografici di grande rilevanza documentaria, rendendolo uno dei più importanti musei della moda del mondo. Il museo italiano traccia la storia dettagliata delle mode che si sono susseguite, grazie anche alla presenza di numerosi esemplari prestigiosi di celeberrimi stilisti italiani e stranieri come Valentino, Giorgio Armani, Gianni Versace, Emilio Pucci, Ottavio Missoni, Yves Saint Laurent, eccetera.
La maggior parte degli esemplari proviene da donazioni pubbliche e private, a volte con la cessione di interi guardaroba di personaggi celebri, di grandissima rilevanza storica oltre che estetica. Sono pervenuti così gli abiti della nobildonna siciliana Franca Florio, o quello di Eleonora Duse. Notevole è anche la collezione di costumi teatrali raccolta da Umberto Tirelli, fondatore di un'importante sartoria specializzata in questo settore. È esposta anche una collezione di bigiotteria di scena del XX secolo.
Fra le eccezionali rarità del museo i vestiti funebri del granduca Cosimo I de' Medici, di sua moglie Eleonora di Toledo e del loro figlio Garzia, deceduto a quindici anni a causa della malaria. Rinvenuti nelle tombe presso le Cappelle Medicee, il restauro è avvenuto nei laboratori della galleria stessa.
Per la fragilità degli oggetti esposti le collezioni ruotano periodicamente almeno ogni due anni, all'interno di un percorso che si snoda cronologicamente e tematicamente, senza contare le esposizioni monografiche periodiche che si tengono in alcune sale particolari della Galleria.

## Mostre
- La moda femminile fra le due guerre è il tema che è stato affrontato in una mostra- tra 2000 e 2001- curata da Caterina Chiarelli alla Galleria del Costume, riaperta nel Giugno del 2000 dopo un lungo restauro.
- La mostra “ Il guardaroba di una signora siciliana” (2001) ha ripercorso il gusto e la moda della ricca borghesia siciliana – dagli anni Venti agli anni Cinquanta- attraverso il guardaroba della signora Venere Musarra
- Nel 2001 è stata esposta la donazione che Flora Wiechmann Savioli ha fatto alla galleria del costume e che comprende un nucleo di gioielli, abiti, dipinti astratti, accessori di moda e piccoli oggetti d'arte della famiglia.
- La mostra “ Acquisizioni attraverso il Novecento” ha voluto valorizzare le nuove acquisizioni della galleria, senza seguire nessun programma tematico. L'esposizione è stata organizzata in due gruppi a seconda della provenienza delle opere: il primo comprendeva abiti e accessori acquistati nel 2002 in una vendita all'asta e donati dal Centro di Firenze per la Moda Italiana, tra i quali si annoverano capi etichettati di Givenchy, Yves Saint Laurent, Jean-Paul Gaultier, Jean Patou, Alaïa, ma anche Gucci, Gottex e Kenzo. Nel secondo gruppo, dalle origini più eterogenee, sono stati inclusi anche esemplari della prima metà del Novecento.
- Nel 2004 la galleria ha ospitato un significativo nucleo di abiti copti, del IV e VI secolo d.C., mostrando l'evoluzione della moda e del costume nelle diverse epoche.
- La Galleria del Costume di Palazzo Pitti ha presentato, fra il 2007 e il 2008, una selezione della collezione Riva che consta di circa tremila bottoni. Il bottone è stato il simbolo dell'eleganza maschile e ha raggiunto effetti spettacolari grazie all'utilizzo dell'oro, dell'argento, delle pietre preziose.
- Alla Galleria si è tenuta una mostra dedicata alla nascita dell'arazzeria Medicea, per volere di Cosimo I, che dimostra lo spirito imprenditoriale del duca.
- Ventun arazzi e componenti d'arredo afferenti alla produzione di Mobilier National e delle manifatture Gobelins e Beauvais, costituiscono il materiale di una mostra tenutasi fra 2008 e 2009 alla Galleria del Costume.
- La mostra in onore di Dianora Marandino- presentata alla Galleria del Costume di Palazzo Pitti nel 2011- ha presentato una selezione di capi d'abbigliamento e di bozzetti preparatori che fanno parte della cospicua collezione data in dono dal consorte, il maestro Enzo Faraoni. Quest' artista, essendo volutamente rimasta sempre al di fuori della grande produzione, è scarsamente conosciuta al di fuori dell'ambito di specialisti nel settore.
- Fra il 2013 e il 2014, alla Galleria del Costume di Palazzo Pitti è stato proposto un percorso espositivo sull'antico mestiere della modista che crea cappelli, qui elevati a vere e proprie opere d'arte. Nello stesso periodo un'altra rassegna – curata da Caterina Chiarelli- è stata dedicata al guardaroba di alcune delle donne più influenti del Novecento e alle protagoniste della moda di quest'ultimo secolo. Due sezioni sono state invece dedicate agli abiti da sposa e ai gioielli intrecciati creti dalle donne del Rwanda. La Galleria del Costume è attualmente l'unico museo di storia della moda e del costume in Italia.
- Dal 1º ottobre 2014 fino all’11 gennaio 2015 la Galleria del Costume di Palazzo Pitti è sede di una mostra in onore di Piero Tosi. In onore del conseguimento del premio Oscar alla sua carriera, la mostra è intitolata “Omaggio al Maestro Piero Tosi ed è  composta da una quindicina di abiti di scena di Piero Tosi[8].